# Anton Ziegler (Theologe)
Anton Ziegler (* 2. Dezember 1702 in Kirchheim in Schwaben; † 6. November 1774 in Hall in Tirol) war ein katholischer Theologe und Jesuit.

## Leben
Er trat am 13. September 1720 in den Jesuitenorden ein. Sein Noviziat absolvierte er in Landsberg am Lech. Danach studierte er Philosophie und Theologie in Ingolstadt (bis 1733). Am 30. Mai 1733 empfing er in Eichstätt die Priesterweihe. Von 1733 bis 1734 absolvierte er sein Tertiatsjahr in Altötting. Anschließend unterrichtete er die Philosophie an der Universität Innsbruck (1735–1737), an der Universität Freiburg im Breisgau (1737–1739) und an der Universität Dillingen (1739–1741). In den Jahren 1741–1742 war er Professor für Kontroversen in Augsburg und 1742–1744 Professor für Casuistik in Regensburg, wo er auch als Studienpräfekt fungierte. Von 1744 bis 1746 lehrte er als Professor der Theologie an der Universität Dillingen und 1746–1753 an der Universität Ingolstadt. 1753–1754 wirkte er als Kirchenpräfekt in Neuburg. In der Folgezeit diente er als Rektor in Innsbruck, Freiburg im Breisgau, Regensburg, Konstanz und Hall.

## Schriften (Auswahl)
- Disp. theol. de gratia Christi. 1746.
- Dogmata Catholica De Incarnatione Verbi. In Consuetis Per Priorem Anni Partem Praelectionibus Theologice Explicata. Ingolstadt 1753.